# Area archeologica di Felette
L'area archeologica di Felette è un sito italiano posto a ridosso del fiume Calore Irpino, in provincia di Avellino.
Il toponimo dovrebbe derivare da filictum inteso come boschetto di felci.
La scoperta del sito archeologico avvenne nel mese di ottobre del 1996.

## Geomorfologia
L'area è costituita da un terrazzo alluvionale con lieve declivio da SW a NE, che ad E sporge sul corso del Calore con un ripido costone tufaceo alto circa 20 metri.
Il piede di questa terrazza, lambito dalla sponda sinistra del fiume Calore, è esposto ad un processo di progressiva erosione del ciglio. 
La sequenza geolitologica dell'area di Felette è costituita da livelli consolidati di argille di colore azzurrastro, ricoperti da un deposito alluvionale di ciottoli e sedimenti sabbiosi alternati, residui di un antichissimo bacino fluviale lacustre del Calore che colmava l'intera depressione della sottostante contrada Isca. 
Questi depositi sono ricoperti da uno spesso banco di tufo grigio (cineritico) racchiuso fra due strati di piroclastiti grossolani sciolti (tipo pozzolane), che come scarti di cava si ritrovano un po'ovunque in forma di coltri a copertura del suolo originario dell'area. 
I materiali piroclastici, ricchi di minerali potassici e ferrosi, e l'ampia disponibilità di acqua di falda rendono questi terreni tra i più fertili dell'intera Irpinia. 
Lo sfruttamento a scopo edilizio di tale placca è durato fino a tempi molto recenti. 
Proprio in quest'area di cave abbandonate per l'esaurimento del materiale utile era stata prevista l'attuazione di una discarica ad uso provinciale.

## Il sito
Il territorio è morfologicamente caratterizzato da un ampio pianoro posto a circa 420 m. di altezza, che a sud digrada verso il fiume Calore mentre a Nord Ovest è rivolto al versante della dorsale su cui sorge il centro abitato di Montemiletto.
Il sito è di rilevante importanza topografica in quanto vi si incrociano due diversi percorsi naturali, attivi già in epoca preistorica, di connessione tra la media valle del fiume Calore e quella del fiume Sabato.
Nello spazio pianeggiante (definito area A dallo scopritore), sono stati recuperati frammenti di macine in granito e in pietra lavica, pestelli in granito, intonaco di capanno e scarti di selce associati a un numero consistente di frammenti di ceramica impressa riferibile ad un momento avanzato del Neolitico antico (cultura di Guadone).
A breve distanza, dopo i primi rinvenimenti di olle decorate con cordoni plastici e di anse a linguetta, la Soprintendenza Archeologica competente ha eseguito un saggio che ha messo in luce alcune strutture di un abitato dell'età del bronzo.
Nell'area definita B, posta ai margini del costone tufaceo a strapiombo sul fiume Calore, è stata invece reperita ceramica del Neolitico finale riferibile alla cultura di Diana.
L'area C è costituita da un piccolo rilievo dal quale proviene; ceramica impressa dei Neolitico antico (cultura di Guadone), ceramica del Neolitico finale (cultura di Diana), e ceramica Eneolitica (cultura di Laterza)
Nell'aprile del 2007, la Soprintendenza per i Beni Archeologici delle province di Salerno, Avellino e Benevento ha condotto una campagna di scavo in un'ampia zona pianeggiante ai margini di un costone tufaceo a strapiombo verso il fiume Calore.
Il terreno agricolo contemporaneo è segnato da attività varie che rielaborano un deposito cineritico riferibile all'eruzione vesuviana di Pollena (472-476 d.C.). Esso copre uno strato tagliato da buche di pali e da una fossa di scarico di tufi. Sotto questo strato sono state rinvenute due paleo superfici interessate da tracce di attività riconducibili ad una o più capanne pertinenti ad un villaggio del Bronzo Antico. 
A ridosso del limite N del saggio è stata individuata parte di una struttura in pietra a secco probabilmente riferibile ad una più antica fase di occupazione del sito.
L'area circostante risulta interessata da recuperi in superficie di ceramica databile al Neolitico Antico.
Da Felette provengono anche un frammento di brocca e un'olla in ceramica rusticata che documentano una frequentazione riconducibile alla facies eneolitica di Taurasi.

## La necropoli eneolitica
Nel saggio del 2007, realizzato con fondi ordinari del Ministero per i Beni e le Attività Culturali, sono state individuate diverse fasi di vita.I frammenti ceramici più antichi sono ascrivibili al Neolitico antico. 
Il paleosuolo risultava intaccato dalle recenti arature con tracce di un livello di pomici riferibili all'eruzione delle pomici di Avellino.
Precedente a questa è una fase di vita probabilmente pertinente ad un abitato. Di questa si sono riconosciute tracce nella parte NW, laddove si conservava la quota più elevata. L'utilizzo dell'area come necropoli è anteriore a questa fase abitativa. 
Sono state individuate, undici tombe a fossa, relative alla (Civiltà eneolitica di Laterza).
Le stesse sono contraddistinte dalla presenza di un inumato deposto in posizione di decubito laterale, generalmente destro, con arti inferiori fortemente flessi, testa rivolta ad ovest, e corredo costituito da un minimo di uno, fino a cinque elementi. Si differenzia solo una tomba in cui l'inumato è deposto sul fianco sinistro ed è privo di corredo. Sono tutte deposizioni relative a individui adulti, tranne in due casi, ovvero la tomba di un fanciullo e la tomba riferibile ad un bambino; quest'ultima si distingue dalle altre anche per il diverso orientamento dell'inumato.
Il corredo, presente nelle tombe, è composto generalmente da una scodella emisferica posta presso le braccia, mentre a breve distanza dal capo sono collocati spesso un altro vaso, un'olla o una brocca, talvolta coperto a sua volta da una scodella capovolta, e gli oggetti metallici, quando presenti.
È importante sottolineare che sono stati rinvenuti quattro oggetti metallici: due laminette rettangolari e due pugnali a base semilunata del tipo c.d. “Montebradoni”.
La fase più antica è relativa ad un abitato, sempre pertinente all'Eneolitico e di cui si individuano una serie di buche di palo e due focolari, nonché un gran numero di frammenti ceramici,alcune fuseruole, parti di macine in pietra, numerosi strumenti in selce, ossidiana e frammenti ossei.

## Sequenza culturale
- Età moderna
- Età del bronzo (Facies culturale di Palma Campania)
- Eneolitico (Civiltà eneolitica di Laterza)
- Neolitico finale (cultura di Diana)
- Neolitico antico (cultura di Guadone)